# Ponca (Volk)

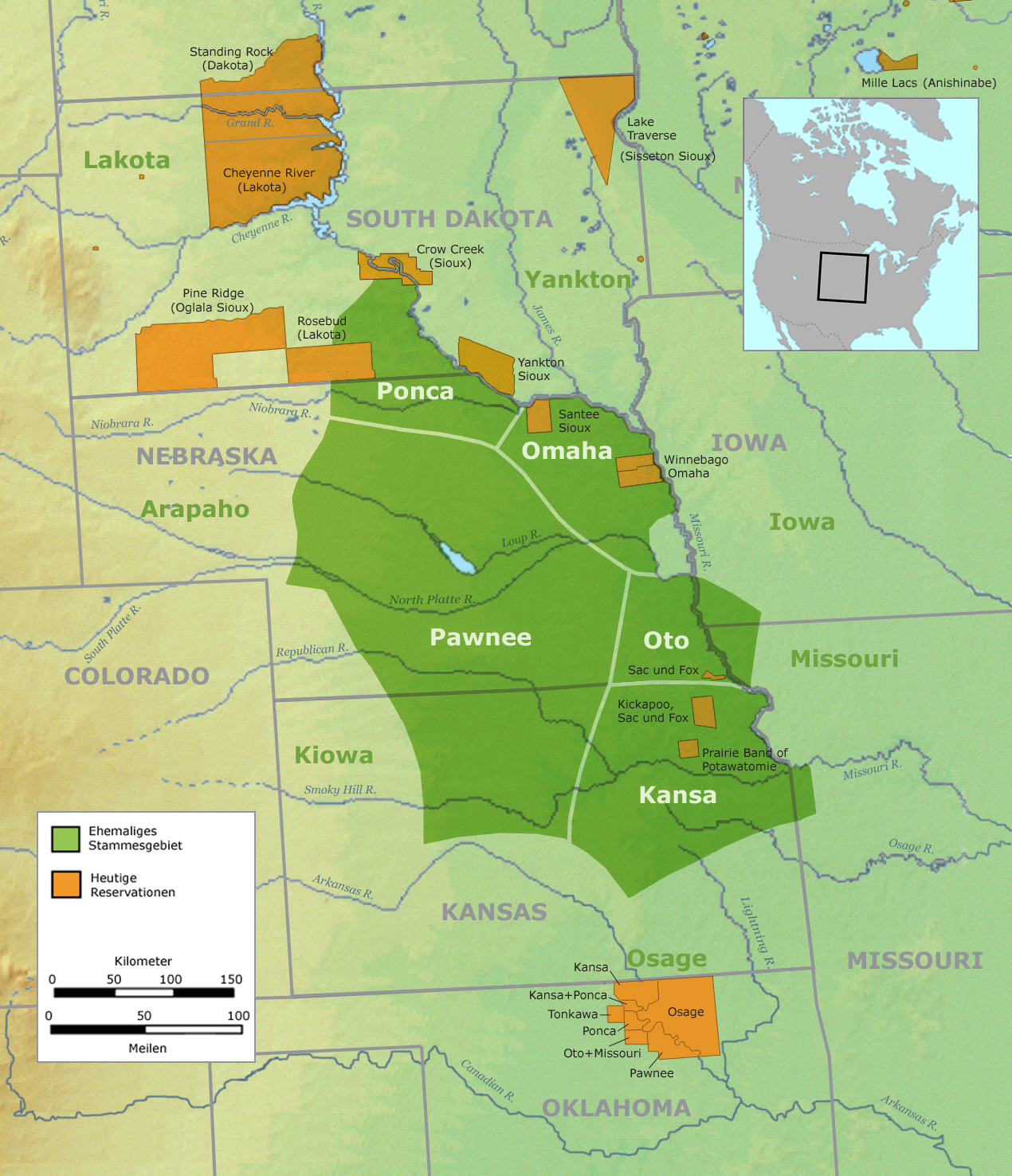
Ehemaliges Stammesgebiet der Ponca und benachbarter Stämme und heutige Reservate in Nebraska und Oklahoma

Die Ponca sind ein nordamerikanisches Indianervolk aus dem Dhegihazweig der Sioux-Sprachfamilie, zu dem auch die Kansa, Omaha, Osage und Quapaw gehören. Im 16. Jahrhundert trennten sie sich von den Omaha und siedelten am Niobrara River und Ponca Creek in den heutigen US-Bundesstaaten Nebraska und South Dakota. Ihre Lebensgrundlage war der Gartenbau und die Büffeljagd. Es gibt heute zwei bundesstaatlich anerkannte (federal recognized) Stämme: Der Ponca Tribe of Nebraska und der Ponca Tribe of Indians of Oklahoma.

## Wohngebiete
Unter dem Druck weißer Einwanderer zogen die Ponca von der Atlantikküste westwärts, nachdem sie vorher in Virginia, North und South Carolina gelebt hatten. Die Frühgeschichte des Stammes ist identisch mit derjenigen der anderen Stämme dieser Gruppe. Nach der gemeinsamen Migration der gesamten Gruppe bis zur Mündung des Osage Rivers teilte sie sich. Die Quapaw zogen nach Süden, die Osage blieben dort, die Kansa wanderten nordwestlich den Missouri River hinauf, während die Omaha und Ponca sich direkt nach Norden wandten. Sie zogen in das heutige Minnesota, wo sie bis zum späten 16. Jahrhundert lebten. Dann wurden diese beiden Stämme von wandernden Dakota weiter nach Westen gedrängt. Sie trennten sich im heutigen South Dakota, die Omaha zogen weiter an den Bow Creek im heutigen Nebraska, während die Ponca an der Mündung des Niobrara in den Missouri siedelten. 1673 erscheinen sie erstmals auf einer Landkarte Jacques Marquettes. Aus ihren Stammesüberlieferungen geht hervor, dass sie vorher östlich des Mississippi gelebt hatten.

## Kultur
Wie andere Präriestämme kombinierten die Ponca den Ackerbau mit der Jagd. Sie wohnten in ortsfesten Dörfern mit kuppelförmigen Erdhütten, während sie im Frühling und Herbst mit transportablen Tipis in die Jagdsaison zogen, in der sie Bisons, Hirsche und Antilopen erlegten. Die Haartracht der Krieger bestand aus einem Haarkamm auf glattrasiertem Kopf, wie es allgemein bei den südlichen Siouxstämmen üblich war. Die soziale Organisation der Ponca bestand aus einem Klassensystem mit Häuptlingen, Priestern, Ärzten und Ratsmitgliedern. Der soziale Stand wurde in der männlichen Linie vererbt, doch konnte ein Einzelner seinen persönlichen Status durch den Erwerb von Pferden und Decken oder die Ausrichtung von Feiern verbessern.

## Geschichte

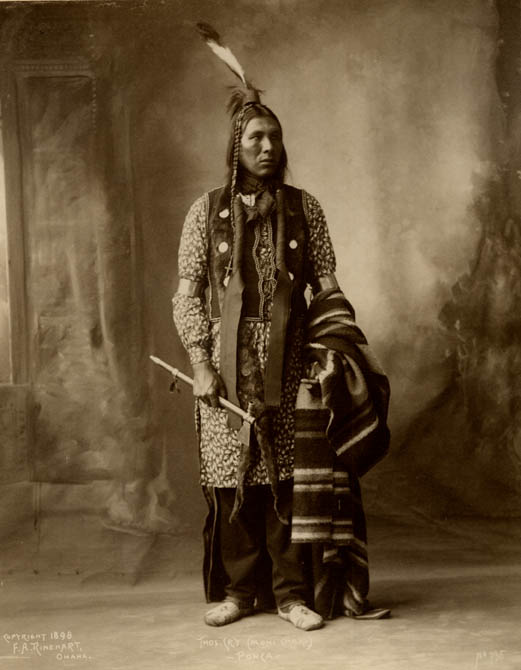
Thomas Cry (Moni Chaki), ein Ponca (1898)

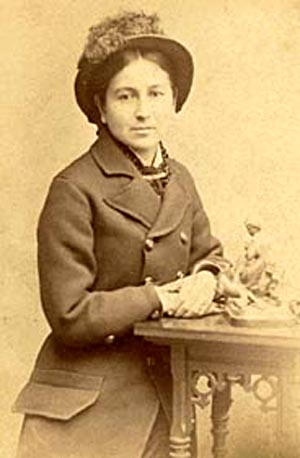
Susette La Flesche

1789 erhielt der Pelzhändler Juan Baptiste Munier eine exklusive Erlaubnis zum Pelzhandel mit den Pawnee am Niobrara River. Er errichtete einen Handelsposten an der Einmündung des Niobrara in den Missouri, einem Ort, an dem zu dieser Zeit 800 Ponca lebten. Kurz danach suchte sie eine Pockenepidemie heim und beim Eintreffen der Expedition von Lewis und Clark im Jahr 1804 traf diese dort auf lediglich 200 Stammesangehörige.
1858 unterzeichneten die Ponca einen Vertrag, in dem sie Teile ihres Stammeslandes gegen ein geschütztes Gebiet am Niobrara River abgaben. 1865 wurde ihnen ein Reservat in ihrem Heimatland am Niobrara zugesichert, aber nach einem bürokratischen Fehler bekamen die Dakota das Land zugewiesen und die Ponca wurden zwangsweise ins Indianerterritorium umgesiedelt. Der Stamm fand die dortigen Lebensverhältnisse unerträglich und die Ponca litten alsbald unter Malaria, dem heißen Klima und an Hunger, so dass innerhalb des ersten Jahres ein Viertel von ihnen starb. Sie zogen unter ihrem Häuptling Standing Bear zu Fuß 600 Meilen (965 km) nordwärts ins östliche Nebraska, wo sie Asyl bei den Omaha fanden. Dort wurden sie von Soldaten gefangen genommen, aber nach einer von weißen Sympathisanten gesponserten Gerichtsverhandlung und durch den Einsatz einer jungen Omahafrau namens Susette La Flesche kamen sie wieder frei. 1879 setzte sich Standing Bear vor Gericht erfolgreich für die Rechte der Indianer ein. 1881 wurden an die Ponca 26.326 Acres (106,5 km²) Land im Fort Knox County in Nebraska zurückgegeben und etwa die Hälfte der Stammesmitglieder zog nach Norden an den Niobrara River zurück, während der Rest in Oklahoma blieb. Der Stamm schrumpfte weiterhin und galt 1966 offiziell als ausgestorben. In den 1970er Jahren gab es Versuche, die Ponca als Stamm wieder anzuerkennen, und am 31. Oktober 1990 wurden sie mit der Ponca Restoration Bill (Ponca Restaurations-Gesetz) offiziell wieder ein Stamm.

## Heutige Situation
Die in Oklahoma lebenden Stammesmitglieder organisierten 1950 eine Stammesregierung nach den Richtlinien des 1936 erlassenen Oklahoma Indian Welfare Act. Sie erhielten noch im gleichen Jahr die bundesstaatliche Anerkennung unter dem Namen Ponca Tribe of Indians of Oklahoma.
Im Jahr 1990 wurden die in Nebraska lebenden Ponca unter dem Namen Ponca Tribe of Nebraska ebenfalls bundesstaatlich anerkannt. In der Folge verbesserten sich die Beziehungen zwischen den beiden Stammesteilen. Eines der wichtigsten gemeinsamen Projekte ist die Wiederbelebung und Erhaltung der Sprache und kulturellen Traditionen.
Der Ponca Tribe of Nebraska hat seinen Regierungssitz in Niobrara, Nebraska. Der Stammesrat setzt sich aus dem Vorsitzenden, seinem Stellvertreter, dem Sekretär, dem Schatzmeister und drei Ratsmitgliedern zusammen und wird für drei Jahre gewählt.
Der Regierungssitz des Ponca Tribe of Oklahoma befindet sich in Ponca City, Oklahoma. Der Stammesrat setzt sich aus dem Vorsitzenden, seinem Stellvertreter, einem Sekretär/Schatzmeister und vier Ratsmitgliedern zusammen und wird für vier Jahre gewählt.
Der US-Zensus 2000 zählte insgesamt 4.858 Stammesmitglieder, davon 258 Nebraska Ponca, 167 Oklahoma Ponca und 4.433 Ponca.